# 掏耳
掏耳（ear scooping）又称采耳（ear picking），即把耳垢从耳道中取出为主要目的的行为。在中国、日本、印度、越南等地，都有把掏耳朵作为服务项目。

## 各地

### 中國
據傳在古代是達官貴人的休閒娛樂，又稱為小舒服，川渝地區常稱為采耳，中國式的特色在於豐富的器具以及兼顧清潔與紓壓的手法，通常具備雲刀、各式耳勺、鵝毛起子、音叉、羽毛(通常是孔雀毛)以羽毛刷臉刷頸放鬆、雲刀遊走臉頰耳廓耳道除毛做為開端，耳勺、起子交替使用清潔耳道，最後以音叉振動耳道內的起子、勺子達到最高的舒適感。
一名出師的採耳師必須能穩定地從燃燒的蠟燭挑出燈芯而火不滅，手的穩定度是基本要求，就算是耳膜上的耳垢也能不痛不癢地移除，十分仰賴眼力和手的穩定度，所以這項技藝某種層面也有年齡限制。
傳統採耳不拘泥於地點，公園、路邊能坐就能上工，開放感也是一大特色。因此造成年輕人對於環境衛生、器具消毒有所顧慮，顧客多為觀光客或中老年人。近年也有室內執業的店鋪，提高衛生水準，搭配流行的內視鏡、大螢幕，聽覺觸覺之外又多了視覺的享受。

### 日本
大致上可分為三大類：

##### 以少女膝枕為主打的掏耳
這是為忙碌都市人而生的身心療育服務，但並非風俗業嚴禁以雙手碰觸服務人員，在光線昏暗的和室內，少女膝枕，跪坐著讓顧客的頭躺在大腿上，一邊聊天一邊以挖耳勺掏耳，隨店家不同會有熱敷與肩頸按摩的項目。
比起清潔，耳勺在耳道內碰觸、臉頰在大腿間感受的舒適感才是賣點，追求清潔的話並不建議前往。
像秋葉原這類御宅聚集的地方還有結合Cosplay服務的特別店家。

##### 與肩頸按摩整合的掏耳
被稱為耳エステ，耳道清潔的水準上普遍優於主打膝枕的店家。除了耳勺掏耳外，也有以藥劑、泡沫等清潔耳道，搭配熱敷、肩頸按摩、臉部按摩、耳廓按摩，服務的主體擴大到頭的周圍。

##### 著重耳道清潔的掏耳
在日本內視鏡直播是這類型掏耳的必備項目，不少店家並非使用耳勺，而是採用較細的棉棒，用推的方式慢慢清潔耳道。由於內視鏡對耳道的寬度限制、以及器具的大小限制，這類店家雖然比前面的更擅長清潔，但耳膜附近的耳垢就不太能處理。

### 台灣
台灣的掏耳源自於傳統理容店，理髮順便刮鬍子、掏耳朵，因此以自學、自創流派居多。服務內容以清潔為重點，其中最盛者莫過「南劉盛北姚賓」，姚賓先生以獨門的冰涼掏耳術聞名，極為輕巧的手法甚至被稱為「神乎其技」、「無感掏耳」，至今即便年近90技術手勁仍是輕輕柔柔。同樣開業於台北萬華區，另一間陳聖聞師傅也常和姚賓先生做比較。陳聖聞主打祖傳七代的好技術，不同於姚賓的無感輕柔，他本人以扎實的清潔著名，真真切切地讓人感受器具在耳道內工作，以棉花與獨門藥劑收尾時，對迷走神經的扎實刺激很容易令人上癮。劉盛享譽南台灣，因為廣為收徒開分店，有不少對於技術水平不一的反應。
近年由於中式採耳與日本掏耳的進入，融合兩者特色的個人掏耳工作室漸漸增加，價格也五花八門，從一個人新台幣600到3000的服務套餐都有。